# Lijst van voetbalinterlands Equatoriaal-Guinea - Tsjaad
Deze lijst van voetbalinterlands is een overzicht van alle officiële voetbalwedstrijden tussen de nationale teams van Equatoriaal-Guinea en Tsjaad. De landen speelden tot op heden negen keer tegen elkaar. De eerste ontmoeting was een vriendschappelijke wedstrijd op 13 december 1986 in Malabo. De laatste ontmoeting, een kwalificatiewedstrijd voor het African Championship of Nations 2020, vond plaats op 4 augustus 2019 in Malabo.

## Wedstrijden
| № | Plaats      | Datum            | Competitie                                        | Wedstrijd                   | Uitslag |
| - | ----------- | ---------------- | ------------------------------------------------- | --------------------------- | ------- |
| 1 | Malabo      | 13 december 1986 | Vriendschappelijk                                 | Equatoriaal-Guinea – Tsjaad | 0 – 1   |
| 2 | Ndjamena    | 15 december 1987 | Vriendschappelijk                                 | Tsjaad – Equatoriaal-Guinea | 4 – 0   |
| 3 | Brazzaville | 12 december 1990 | Vriendschappelijk                                 | Tsjaad – Equatoriaal-Guinea | 1 – 0   |
| 4 | Libreville  | 13 november 1999 | Vriendschappelijk                                 | Tsjaad − Equatoriaal-Guinea | 1 − 0   |
| 5 | Libreville  | 8 februari 2005  | Vriendschappelijk                                 | Tsjaad − Equatoriaal-Guinea | 0 − 0   |
| 6 | Bata        | 6 maart 2006     | Vriendschappelijk                                 | Equatoriaal-Guinea − Tsjaad | 1 − 1   |
| 7 | Malabo      | 8 februari 2011  | Vriendschappelijk                                 | Equatoriaal-Guinea − Tsjaad | 2 − 0   |
| 8 | Ndjamena    | 28 juli 2019     | African Championship of Nations 2020 kwalificatie | Tsjaad − Equatoriaal-Guinea | 3 − 3   |
| 9 | Malabo      | 4 augustus 2019  | African Championship of Nations 2020 kwalificatie | Equatoriaal-Guinea − Tsjaad | 2 − 1   |

## Samenvatting
| Competitie                                   | Totaal gespeeld | Winst Equat.-Guinea | Gelijk | Winst Tsjaad | Doelsaldo Equat.-Guinea – Tsjaad |
| -------------------------------------------- | --------------- | ------------------- | ------ | ------------ | -------------------------------- |
| African Championship of Nations-kwalificatie | 2               | 1                   | 1      | 0            | 5 − 4                            |
| Vriendschappelijk                            | 7               | 1                   | 2      | 4            | 3 − 8                            |
| Totaal                                       | 9               | 2                   | 3      | 4            | 8 − 12                           |

Wedstrijden bepaald door strafschoppen worden, in lijn met de FIFA, als een gelijkspel gerekend.
FEF · A-internationals · Selecties · Equatoriaal-Guinees vrouwenelftal
1970 – 1979 · 
1980 – 1989 · 
1990 – 1999 · 
2000 – 2009 · 
2010 – 2019 ·
2020 − 2029
1975 · 
1976 · 
1977 · 
1978 · 1979 · 1980 · 
1981 · 
1982 · 1983 · 
1984 · 
1985 · 
1986 · 
1987 · 
1988 · 
1989 · 
1990 · 
1991 · 1992 · 1993 · 1994 · 1995 · 1996 · 1997 · 
1998 · 
1999 · 
2000 · 
2001 · 
2002 · 
2003 · 
2004 · 
2004 · 
2005 · 
2006 · 
2007 · 
2008 · 
2009 · 
2010 · 
2011 · 
2012 · 
2013 · 
2014 · 
2015 · 
2016 · 
2017 ·
2018 ·
2019 ·
2020 ·
2021 ·
2022 ·
2023 ·
2024
Algerije ·
Andorra ·
Angola ·
Benin ·
Botswana ·
Burkina Faso ·
Cambodja ·
Centraal-Afrikaanse Republiek ·
Congo-Brazzaville ·
Congo-Kinshasa ·
Djibouti ·
Egypte ·
Estland ·
Gabon ·
Gambia ·
Ghana ·
Guinee ·
Guinee-Bissau ·
Ivoorkust ·
Kaapverdië ·
Kameroen ·
Kenia ·
Kosovo ·
Libanon ·
Liberia ·
Libië ·
Madagaskar ·
Malawi ·
Mali ·
Marokko ·
Mauritanië ·
Mauritius ·
Namibië ·
Niger ·
Nigeria ·
Rwanda ·
Saoedi-Arabië ·
Sao Tomé en Principe ·
Senegal ·
Sierra Leone ·
Soedan ·
Spanje ·
Tanzania ·
Togo ·
Tsjaad ·
Tunesië ·
Zambia ·
Zuid-Afrika ·
Zuid-Soedan
FTF · Tsjadisch vrouwenelftal
Interlands
Tegenstander:
Algerije ·
Angola ·
Bahrein ·
Benin ·
Botswana ·
Centraal-Afrikaanse Republiek ·
Comoren ·
Congo-Brazzaville ·
Congo-Kinshasa ·
Egypte ·
Equatoriaal-Guinea ·
Ethiopië ·
Gabon ·
Gambia ·
Ghana ·
Guinee ·
Ivoorkust ·
Jemen ·
Jordanië ·
Kameroen ·
Liberia ·
Libië ·
Madagaskar ·
Malawi ·
Mali ·
Mauritius ·
Namibië ·
Niger ·
Nigeria ·
Oeganda ·
Sao Tomé en Principe ·
Sierra Leone ·
Soedan ·
Tanzania ·
Togo ·
Tunesië ·
Zambia ·
Zuid-Afrika